# 中町 (小金井市)
中町（なかちょう）は、東京都小金井市の町名。現行行政地名は中町一丁目から中町四丁目。住居表示実施済み区域である。郵便番号は184-0012。

## 地理
小金井市の南東部に位置する。北は緑町、北東は梶野町、東は東町、南は前原町、西は、本町に隣接する。北端に中央本線が走っており、一丁目・四丁目には国分寺崖線による坂道が多い。南端に野川が流れる。

### 地価
住宅地の地価は2017年（平成29年）の公示地価によれば中町2-19-27の地点で34万7000円/m2となっている。

## 歴史
はけ(湧き水の出る崖)と野川に挟まれたため、ここを中山谷(なかさんや)と呼んでいた。この｢中｣をとって中町と命名された。

## 世帯数と人口
2018年（平成30年）1月1日現在の世帯数と人口は以下の通りである。
| 丁目       | 世帯数    | 人口     |
| ---------- | --------- | -------- |
| 中町一丁目 | 982世帯   | 2,146人  |
| 中町二丁目 | 2,011世帯 | 4,122人  |
| 中町三丁目 | 1,995世帯 | 4,106人  |
| 中町四丁目 | 1,054世帯 | 1,893人  |
| 計         | 6,042世帯 | 12,267人 |

## 小・中学校の学区
市立小・中学校に通う場合、学区は以下の通りとなる。
| 丁目       | 番地            | 小学校                     | 中学校                     |
| ---------- | --------------- | -------------------------- | -------------------------- |
| 中町一丁目 | 7～10番         | 小金井市立小金井第一小学校 | 小金井市立小金井第二中学校 |
| 中町一丁目 | 1〜6番 11～13番 | 小金井市立南小学校         | 小金井市立小金井第二中学校 |
| 中町一丁目 | その他          | 小金井市立南小学校         | 小金井市立東中学校         |
| 中町二丁目 | 1〜2番 20〜23番 | 小金井市立東小学校         | 小金井市立東中学校         |
| 中町二丁目 | その他          | 小金井市立小金井第一小学校 | 小金井市立小金井第二中学校 |
| 中町三丁目 | 全域            | 小金井市立小金井第一小学校 | 小金井市立小金井第二中学校 |
| 中町四丁目 | 全域            | 小金井市立小金井第一小学校 | 小金井市立小金井第二中学校 |

## 交通

### 鉄道
- 東日本旅客鉄道（JR東日本）中央本線
  - 一丁目・二丁目からは東小金井駅（梶野町）が近く、三丁目・四丁目からは武蔵小金井駅（本町）の方が近い。

### バス
- 「CoCoバス」（コミュニティバス）中町循環（4号線）

### 道路
- 東京都道15号府中清瀬線（小金井街道）
- 東京都道134号恋ヶ窪新田三鷹線（連雀通り）
- 東京都道247号府中小金井線（東大通り）

## 施設

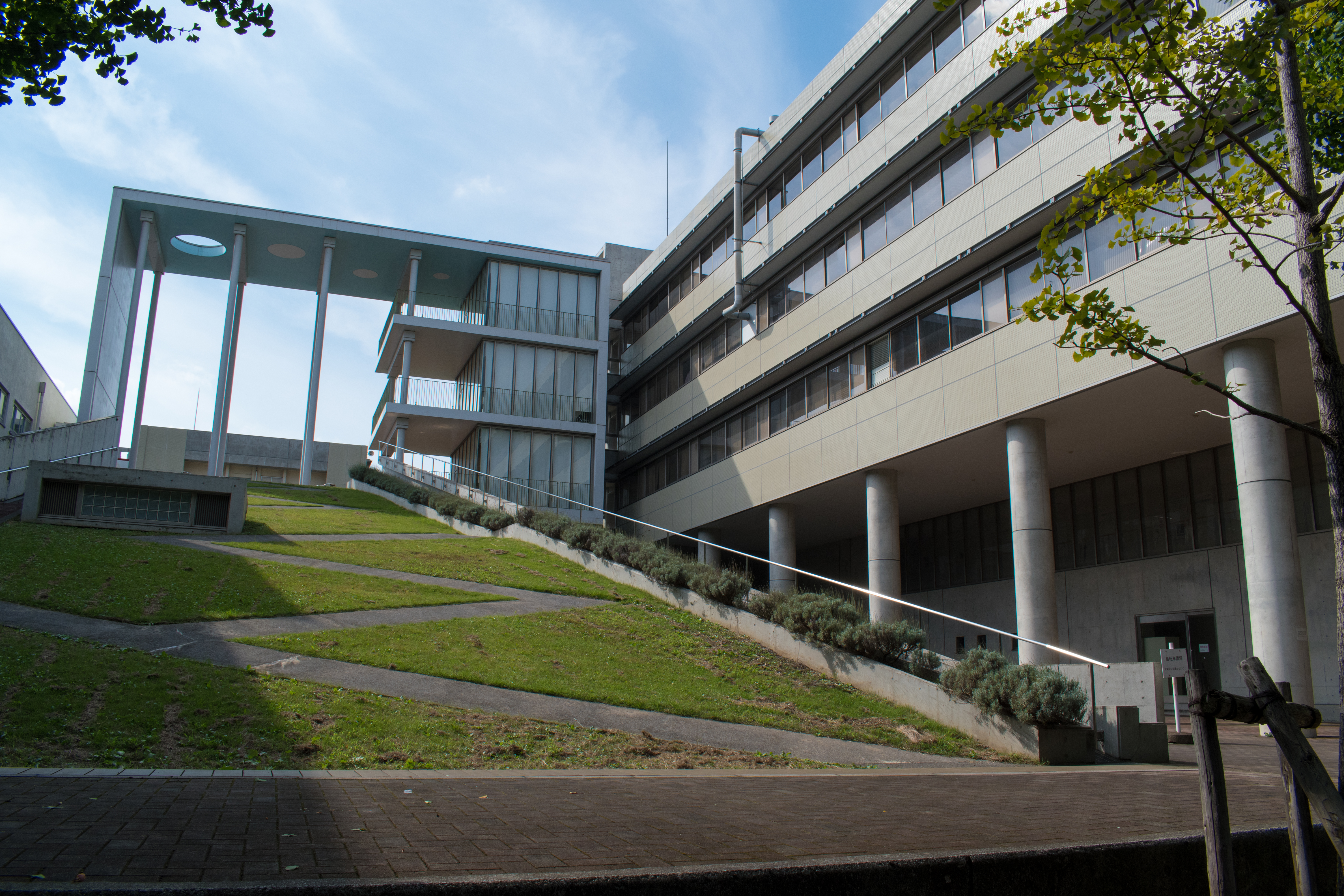
東京農工大学 小金井キャンパス

- 東京農工大学小金井キャンパス
- 小金井市立小金井第二中学校
- はけの森美術館
- 大丸ピーコック東小金井店
- 小金井自動車学校